# Balemba
Balemba est une commune rurale située dans le département de Manni de la province de la Gnagna dans la région de l'Est au Burkina Faso.

## Géographie
Balemba est situé à 18 km au Nord-Est de Bogandé, le chef-lieu de la province, et à 4 km de Mopienga. La commune est distante de 18 km de la route nationale 18.

## Santé et éducation
Le centre de soins le plus proche de Balemba est le centre de santé et de promotion sociale (CSPS) de Mopienga.